# Luca Riemma
Luca Riemma (Napoli, 12 maggio 1983) è un attore italiano.

## Biografia
Attore di teatro, cinema e televisione, e pittore, deve la sua notorietà alla soap opera di Rai 3 Un posto al sole, dove ha il ruolo di Pietro.
Nel 2005 recita in PA, per la regia di Anna Redi, uno spettacolo teatrale nel quale interpreta il ruolo di un giovane camorrista. Nel 2006 partecipa agli spettacoli come mimo Le nozze di Figaro e al Don Giovanni, entrambi per la regia di Mario Martone. Nel 2007 partecipa a Commedia dell'arte di Sergio De Paolo nel 2010 è l'unico attore in scena, narrando favole tratte da Lo cunto de li cunti di Gian Battista Basile.
È stato protagonista di puntata di tre edizioni de La squadra, interpretando personaggi diversi. Nel 2007 entra nel cast di Un posto al sole, nel quale è tornato come protagonista nel 2008/2009 nella versione estiva della soap. Ha poi interpretato il ruolo del giovane studente di magistratura in Il coraggio di Angela per Rai 1 e un venditore di aspirapolveri nella sit com 7 vite come i gatti per Rai 2.
Ha lavorato in alcuni film, da protagonista e coprotagonista ma tutti di nicchia Capo Nord, I cinghiali di Portici. Nel 2005 è protagonista in Lo guarracino, candidato ai David di Donatello. Nel 2011 partecipa alla puntata pilota Appunti in un ruolo drammatico e parallelamente partecipa al cortometraggio di Alfonso Ciccarelli Io come Steve Jobs. Ha quindi un ruolo nel film Barbara ed io, per la regia di Raffaele Esposito.
Nel 2015 appare nel reality show americano Spie al ristorante, dove viene rappresentato come il proprietario di un'ipotetica ditta di elettrodomestici.

## Filmografia

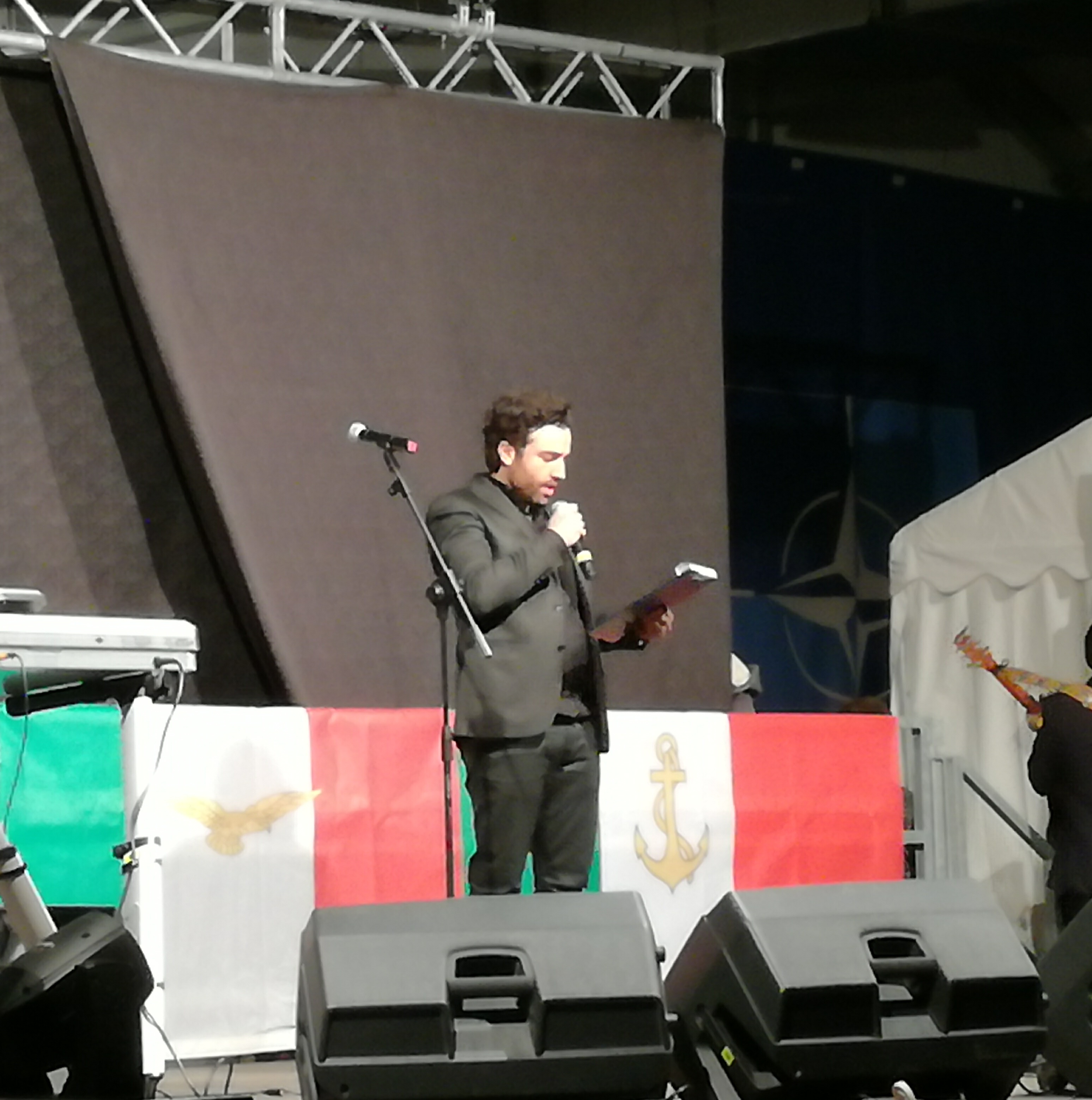
Luca Riemma durante un'esibizione alla base NATO di Lago Patria

### Cinema
- Luna rossa, regia di Antonio Capuano (2001)
- Capo Nord, regia di Carlo Luglio (2003)
- I cinghiali di Portici, regia di Diego Olivares (2003)
- Zairo - Il primo giorno, regia di Antonio Centomani (2010)
- Barbara ed io, regia di Raffaele Esposito (2015)
- Lamborghini - The Man Behind the Legend (2022)
- The Italians, regia di Michelle Danner (2025)[1]

### Televisione
- La squadra – serie TV (2002; 2005-2006)
- Un posto al sole – soap opera (2007; 2009) - Ruolo: Pietro Maio
- Il coraggio di Angela, regia di Luciano Manuzzi – miniserie TV (2008)
- Un posto al sole d'estate – soap opera (2008-2009)
- Quando ero un bambino, regia di Takashi Minamoto (2008)
- 7 vite 2 – sitcom (2009)
- Spie al ristorante (2015)

### Cortometraggi
- Suonno, regia di Emilio Calabrese (2003)
- Racconto napoletano, regia di Cinzia Mirabella (2003)
- Lo guarracino, regia di Michelangelo Fornaro (2004)
- Mental Cycle, regia di Damiano Falanga (2010)
- Il passaggio, regia Roberto Bontà Polito (2010)
- La frontiera, regia Roberto Bontà Polito (2011)
- Appunti per una fiction, regia Antonio Manco Gonzales (2011)
- Crimini di pace, regia Roberto Bontà Polito (2012)
- Io come Steve Jobs, regia Alfonso Ciccarelli (2012)

### Doppiaggio
- Indiana Jones e l'antico cerchio – videogioco (2024); versione originale

## Teatro
- PA, regia di Anna Redi (2005)
- Le nozze di Figaro regia di Mario Martone (2006)
- Don Giovanni, regia di Mario Martone (2006)
- Commedia dell'arte (2007)
- Barocco in provincia, regia di Luca Riemma (2009)